# 139.ª Brigada Mixta (Ejército Popular de la República)
La 139.ª Brigada Mixta fue una unidad del Ejército Popular de la República creada durante la Guerra Civil Española.

## Historial
La brigada fue creada en mayo de 1937 como una unidad de reserva del Ejército del Este y fue asignada a la 33.ª División. El comandante de infantería Bartolomé Muntané Cirici —veterano de la guerra del Rif— fue designado jefe de la 139.ª Brigada Mixta; un mes después de que Muntané asumiera la jefatura, tras el periodo de formación y adiestramiento, el mando de la brigada pasó al comandante de caballería José Souto Montenegro.
En junio la unidad, asignada a la 33.ª División, fue enviada al Frente de Andalucía. Instaló su cuartel general en Jaén, y posteriormente en Arjona. Aunque con posterioridad la división fue trasladada al centro para participar en la Batalla de Brunete, la 139.ª BM permaneció en tierras andaluzas y fue asignada a la 20.ª División. En marzo de 1938 quedó asignada a la reserva general del Ejército de Andalucía, pero poco después sería enviada al Frente de Aragón para hacer frente a la ofensiva enemiga.
Situada en un comienzo como unidad de reserva en Híjar, no tardó en ser enviada al frente para reforzar la defensa de Caspe. Llegó al frente de batalla el 11 de marzo, y dos días después sufrió un grave revés que supuso la pérdida de uno de sus batallones. La 139.ª BM permaneció algún tiempo más en primera línea de combate, en sector de Calanda, pero terminaría por retirarse a la zona de Bot-Prat del Compte-Paúls, agrupándose junto a las divisiones 3.ª y 11.ª; poco después quedó asignada a la 35.ª División Internacional y fue sometida a una profunda reorganización, recibiendo algunos elementos procedentes de las Brigadas Internacionales.
La brigada fue posteriormente asignada a la 45.ª División Internacional, a pesar del hecho de que la 139.ª BM estaba formada principalmente por soldados españoles. El 26 de julio, tras el comienzo de la Batalla del Ebro, la brigada cruzó el río por Benifallet para cubrir las nuevas posiciones republicanas sobre el río Canaleta. Por estas fechas la 139.ª BM agrupaba en torno a 2656 efectivos humanos. El 19 de septiembre un ataque enemigo logró romper el frente, pero la brigada permaneció en la zona durante algún tiempo más hasta la retirada de brigadistas internacionales. Entonces fue retirada a la retaguardia y trasladada a Olesa de Montserrat para reorganizarse.
El comandante de infantería Magnerico Valderrama García asumió el mando de la 139.ª BM, coincidiendo con el inicio de la Campaña de Cataluña. Fue enviada al frente para intentar frenar los avances enemigos en Reus, pero tras alcanzar este sector el 13 de enero de 1939 no pudo hacer gran cosa y se unió a la retirada de otras unidades republicanas. En plena retirada hacia la Frontera francesa el mando sería asumido por el mayor de milicias Rafael García Sousa.

## Mandos
Comandantes
- Comandante de infantería Bartolomé Muntané Cirici;
- Comandante de caballería José Souto Montenegro;
- Comandante de infantería Magnerico Valderrama García;
- Mayor de milicias Rafael García Sousa;

Comisarios
- Mariano Prat Faine
- Rafael González Fernández